# Cantone di Castelnau-le-Lez
Il Cantone di Castelnau-le-Lez era una divisione amministrativa dell'arrondissement di Montpellier.
A seguito della riforma approvata con decreto del 26 febbraio 2014, che ha avuto attuazione dopo le elezioni dipartimentali del 2015, è stato soppresso.

## Composizione
Comprende i comuni di:
- Castelnau-le-Lez
- Le Crès